# Poliocephalus
Poliocephalus – rodzaj ptaków z rodziny perkozów (Podicipedidae).

## Zasięg występowania
Rodzaj obejmuje gatunki występujące w Australii i północnej Nowej Zelandii.

## Morfologia
Długość ciała 27–30,5 cm; masa ciała 220–271 g.

## Systematyka

### Etymologia
- Poliocephalus (Poliocephelus): epitet gatunkowy Podiceps poliocephalus Jardine & Selby, 1827; gr. πολιος polios „szary, blady”; -κεφαλος -kephalos „-głowy”, od κεφαλη kephalē „głowa”[8].
- Dasyptilus: gr. δασυς dasus „włochaty, kudłaty”; πτιλον ptilon „pióro”[9]. Gatunek typowy: Podiceps poliocephalus Jardine & Selby, 1827.
- Colymbetes: gr. κολυμβητης kolumbētēs „nurek”, od κολυμβαω kolumbaō „nurkować”[10]. Nowa nazwa dla Poliocephalus Selby, 1840.

### Podział systematyczny
Do rodzaju należą następujące gatunki:
- Poliocephalus poliocephalus (Jardine & Selby, 1827) – perkoz sędziwy
- Poliocephalus rufopectus (G.R. Gray, 1843) – perkoz maoryski